# Bas Heijne

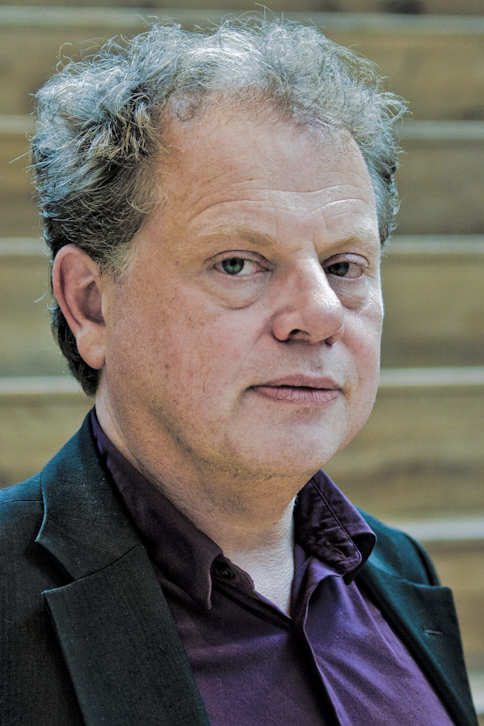
Bas Heijne en 2011

Bas Heijne (Nimega; 9 de enero de 1960) es un escritor y traductor holandés. Estudió lengua y literatura inglesa en la Universidad de Ámsterdam

## Carrera
Heijne publicó en De Tijd, NRC Handelsblad, HP, De Groene Amsterdammer y Vrij Nederland. Desde 1991 trabaja para NRC Handelsblad. Tradujo obras de E. M. Forster y Evelyn Waugh.
Heijne recibió el premio Henriette Roland Holst por el libro Hollandse toestanden ("Asuntos holandeses") (2005), una colección de sus columnas del NRC Handelsblad.  En 2014 ganó el Premio J. Greshoff (nombrado así por el periodista, poeta y crítico literario holandés Jan Greshoff) por su ensayo Angst en schoonheid ("Miedo y belleza") sobre el escritor holandés Louis Couperus. En 2017 recibió el Premio P.C. Hooft por su obra de no ficción.